# Acid zoledronic
Acid zoledronic, còn được gọi là zoledronate, là một loại thuốc dùng để điều trị một số bệnh về xương, bao gồm loãng xương, calci máu cao do ung thư, gãy xương do ung thư và bệnh xương Paget. Thuốc được sử dụng bằng đường tiêm tĩnh mạch.
Các tác dụng phụ thường gặp bao gồm sốt, đau khớp, huyết áp cao, tiêu chảy và cảm thấy mệt mỏi. Các tác dụng phụ nghiêm trọng có thể bao gồm các vấn đề về thận, calci máu thấp và hoại tử xương hàm. Sử dụng trong khi mang thai có thể gây hại cho em bé. Đó là trong họ thuốc bisphosphonate. Nó hoạt động bằng cách ngăn chặn hoạt động của các tế bào hủy xương và do đó làm giảm sự phân hủy xương.
Acid zoledronic được cấp bằng sáng chế vào năm 1986 và được chấp thuận cho sử dụng y tế tại Hoa Kỳ vào năm 2001. Nó nằm trong Danh sách các loại thuốc thiết yếu của Tổ chức Y tế Thế giới, loại thuốc hiệu quả và an toàn nhất cần có trong hệ thống y tế. Chi phí bán buôn ở các nước đang phát triển là từ 5,73 USD đến 26,80 USD mỗi lọ. Tại Vương quốc Anh, tính đến năm 2015, một liều thuốc lấy của NHS khoảng 220 bảng.

## Sử dụng trong y tế

### Biến chứng xương của ung thư
Acid zoledronic được sử dụng để ngăn chặn xương gãy ở bệnh nhân ung thư chẳng hạn như đa u tủy và ung thư tuyến tiền liệt, cũng như để điều trị loãng xương. Nó cũng có thể được sử dụng để điều trị tăng calci máu ác tính và có thể hữu ích để điều trị đau do di căn xương.
Nó có thể được đưa ra ở nhà hơn là ở bệnh viện. Việc sử dụng như vậy đã cho thấy lợi ích an toàn và chất lượng cuộc sống ở những người bị ung thư vú và di căn xương.